# Henrietta von Osterhausen
Krystyna Edmunda (Henrietta) von Osterhausen (zm. 6 listopada 1727 w Dreźnie) – ostatnia metresa króla polskiego Augusta II Mocnego.

## Życiorys
Związek Krystyny von Osterhausen z królem Polski i elektorem Saksonii Augustem II Mocnym został opisany w dziele La Saxe Galante Karla Ludwiga von Pöllnitza, w którym Krystyna występuje pod imieniem Henrietty. Krystyna Edmunda została królewską metresą w 1720, po porzuceniu przez niego Erdmuty Zofii von Dieskau. Według von Pöllnitza, von Osterhausen często przebywała na dworze królewskim w Dreźnie, gdzie starała się o względy synowej swojego kochanka Marii Józefy. Gdy związek Krystyny z elektorem Saksonii zakończył się po kilku miesiącach, Krystyna przeszła z religii luterańskiej na katolicyzm i zgodnie z sugestią królewiczowej Marii Józefy wstąpiła do klasztoru urszulanek w Pradze. Według La Saxe Galante przebywała tam trzy miesiące, spędzając w klasztorze jedynie noce, a w ciągu dnia prowadząc wystawne życie. 
Po wystąpieniu z klasztoru, 22 lutego 1724 von Osterhausen wyszła za mąż za szlachcica Albrechta Zygmunta von Zeigut-Stanisławskiego. Zmarła wieczorem 6 listopada 1727 na zamku w Dreźnie. Pogrzeb Krystyny Edmundy Stanisławskiej odbył się w kaplicy zamkowej 14 listopada.